# Никольский (Красногвардейский район)
Никольский — посёлок в Красногвардейском районе Белгородской области. Входит в состав городского поселения город Бирюч.

## География
Посёлок расположен недалеко от районного центра — Бирюча.
Часовой пояс
Посёлок Никольский как и вся Белгородская область, находится в часовой зоне МСК (московское время). Смещение применяемого времени относительно UTC составляет +3:00.

## Население
| 2002 | 2010 |
| ---- | ---- |
| 49   | ↘47  |